# Unione Sportiva Massese 1995-1996
Questa voce raccoglie le informazioni riguardanti l'Unione Sportiva Massese nelle competizioni ufficiali della stagione 1995-1996.

## Rosa
| N. |                   | Ruolo | Calciatore           |
| -- | ----------------- | ----- | -------------------- |
|    | Italia (bandiera) | A     | Alessandro Andreini  |
|    | Italia (bandiera) | C     | Renzo Birarda        |
|    | Italia (bandiera) | C     | Umbertro Bombarda    |
|    | Italia (bandiera) | C     | Manuel Brollo        |
|    | Italia (bandiera) | D     | Giuseppe Carrillo    |
|    | Italia (bandiera) | C     | Silvio Casonato      |
|    | Italia (bandiera) | D     | Daniele Del Bianco   |
|    | Italia (bandiera) | D     | Ciro Di Nicolantonio |
|    | Italia (bandiera) | D     | Paolo Doni           |
|    | Italia (bandiera) | D     | Simone Fortini       |
|    | Italia (bandiera) | A     | Nicola Lenzoni       |
|    | Italia (bandiera) | A     | Giacomo Lorenzini    |

| N. |                   | Ruolo | Calciatore           |
| -- | ----------------- | ----- | -------------------- |
|    | Italia (bandiera) | P     | Paolo Mancini        |
|    | Italia (bandiera) | C     | Simone Mazzei (II)   |
|    | Italia (bandiera) | C     | Stefano Menchini     |
|    | Italia (bandiera) | D     | Yuri Pellegrini      |
|    | Italia (bandiera) | D     | Vanni Pessotto       |
|    | Italia (bandiera) | P     | Giampaolo Pinna      |
|    | Italia (bandiera) | D     | Marcello Pizzimenti  |
|    | Italia (bandiera) | A     | Giovanni Maria Rassu |
|    | Italia (bandiera) | A     | Davide Ratti         |
|    | Italia (bandiera) | D     | Carlo Sassarini      |
|    | Italia (bandiera) | D     | Alessio Spataro      |
|    | Italia (bandiera) | C     | Alessandro Sturba    |

## Risultati

### Campionato

#### Girone di andata
| 27 agosto 1995 1ª giornata | Como | 0 – 0 | Massese |  |

| 3 settembre 1995 2ª giornata | Massese | 0 – 1 | Montevarchi |  |

| 10 settembre 1995 3ª giornata | Saronno | 2 – 2 | Massese |  |

| 17 settembre 1995 4ª giornata | Massese | 1 – 0 | Leffe |  |

| 24 settembre 1995 5ª giornata | Carpi | 2 – 1 | Massese |  |

| 1º ottobre 1995 6ª giornata | Massese | 0 – 1 | Carrarese |  |

| 8 ottobre 1995 7ª giornata | Alessandria | 1 – 0 | Massese |  |

| 15 ottobre 1995 8ª giornata | Massese | 0 – 1 | Pro Sesto |  |

| 22 ottobre 1995 9ª giornata | Ravenna | 0 – 1 | Massese |  |

| 29 ottobre 1995 10ª giornata | Massese | 1 – 0 | Fiorenzuola |  |

| 12 novembre 1995 11ª giornata | Monza | 1 – 0 | Massese |  |

| 19 novembre 1995 12ª giornata | Massese | 2 – 0 | Spezia |  |

| 26 novembre 1995 13ª giornata | Brescello | 2 – 2 | Massese |  |

| 3 dicembre 1995 14ª giornata | Prato | 0 – 1 | Massese |  |

| 10 dicembre 1995 15ª giornata | Massese | 1 – 1 | SPAL |  |

| 17 dicembre 1995 16ª giornata | Empoli | 2 – 0 | Massese |  |

| 30 dicembre 1995 17ª giornata | Massese | 0 – 0 | Modena |  |

#### Girone di ritorno
| 7 gennaio 1996 18ª giornata | Massese | 1 – 1 | Como |  |

| 14 gennaio 1996 19ª giornata | Montevarchi | 2 – 0 | Massese |  |

| 28 gennaio 1996 20ª giornata | Massese | 0 – 1 | Saronno |  |

| 4 febbraio 1996 21ª giornata | Leffe | 2 – 2 | Massese |  |

| 18 febbraio 1996 22ª giornata | Massese | 0 – 0 | Carpi |  |

| 25 febbraio 1996 23ª giornata | Carrarese | 1 – 1 | Massese |  |

| 3 marzo 1996 24ª giornata | Massese | 0 – 1 | Alessandria |  |

| 10 marzo 1996 25ª giornata | Pro Sesto | 1 – 1 | Massese |  |

| 24 marzo 1996 26ª giornata | Massese | 2 – 2 | Ravenna |  |

| 31 marzo 1996 27ª giornata | Fiorenzuola | 0 – 0 | Massese |  |

| 7 aprile 1996 28ª giornata | Massese | 0 – 0 | Monza |  |

| 14 aprile 1996 29ª giornata | Spezia | 2 – 0 | Massese |  |

| 21 aprile 1996 30ª giornata | Massese | 1 – 1 | Brescello |  |

| 5 maggio 1996 31ª giornata | Massese | 0 – 2 | Prato |  |

| 12 maggio 1996 32ª giornata | SPAL | 2 – 0 | Massese |  |

| 19 maggio 1996 33ª giornata | Massese | 0 – 0 | Empoli |  |

| 26 maggio 1996 34ª giornata | Modena | 2 – 1 | Massese |  |